# Atmozfears
Atmozfears (Enschede, 5 november 1992) is de artiestennaam van de Nederlandse hardstyle-dj en producer Tim van de Stadt.
Atmozfears was aanvankelijk een trio. In 2011, werkte ze samen met The Arrivalz (ook een trio; Roy Mulder, Jimi kievit en Morad Merzoug) aan een project. Tijdens dit project heeft Tim, het o zo belangrijke, maar, element dat bij hem nog ontbrak, gestolen, uit dit project. Op een feest in de Heineken Music Hall, hoorden de leden van The Arrivalz, ineens een track uit het project. Welke door de here. Van dj team deepack uit de speakers te horen werd gebracht. 
Eind 2012 verliet Michael Jessen het trio. Op 1 juli 2013 ging ook Kevin Keiser zijn eigen weg. In februari 2012 sloot Atmozfears zich aan bij het label Scantraxx. Atmozfears heeft onder meer op de festivals Defqon.1, The Qontinent, Q-Base en Tomorrowland gedraaid.
Op 1 juli 2013 maakte Scantraxx bekend dat Van de Stadt en Keiser als goede vrienden uit elkaar gingen. Van de Stadt zou Atmozfears voortzetten, Keiser zou ook actief blijven in de muziek, onder de naam InfRno.
In 2017 stapte Atmozfears over op het label van Noisecontrollers, Spirit of Hardstyle, waar hij in 2018 weer vertrok vlak voor de fusie met Art of Creation.

## Discografie

### Albums
2016 
- Mini-Album

2021
- this is my story

### Ep's
2009 
- Our Destiny EP (vs. The Vision)

 2012 
- Rip The Jacker / World Of Presets
- Living for the Future EP
- Hypnotika / Don’t Let Me Down
- Black Sky (als TVDS)
- Just Let Go / Destrukto
- Another Day (als TVDS)

 2013 
- Another Day / Starscream
- Atmozfears E.P. One

 2014 
- Atmozfears E.P. Two
- Rapture EP (met Energyzed)
- She Goes EP (met Adrenalize)

 2015 
- Singularity / Madman / Never Again

 2016 
- Fabrik Of Creation / Age Of Gods (ft. Energyzed)

 2019 
- Live Loud EP (met LXCPR)

### Singles
2008 
- The Return (met Max Force)

 2009 
- Supernatural / Inflicting You (Brainkicker presents Atmozfears)

 2011 
- Welcome 2 Hell
- Adrenaline
- Pleasure & Pain (met Lady Faith)

 2012 
- Pure Fantasy (met Adrenalize)
- For You (als TVDS)
- Bumblebee (als TVDS)
- Time Stands Still (ft. Yuna-X)
- What It’s Like (met Wildstylez)

 2013 
- Bella Nova
- State Of Mind (met In-Phase)

 2014 
- Weapons Of Love (met Da Tweekaz, ft. Popr3b3l)
- Accelerate (Official Xxlerator Anthem 2014) (met Code Black)
- Starting Over (met Code Black)
- I Need You
- Raise Your Hands (met Audiotricz)

 2015
- Reawakening (met Audiotricz)
- On Your Mark
- Release (ft. David Spekter)
- Release (Chill Mix) (ft. David Spekter)
- Gold Skies (#DB15 Official Weekend Soundtrack)
- Nature’s Gasp (met Devin Wild)
- This Is Madness (met Sub Zero Project)
- Equilibrium (Qlimax Anthem 2015)

 2016 
- Keep Me Awake (ft. David Spekter)
- What About Us (met Audiotricz)

 2017 
- Handz Up (met Audiotricz)
- Embrace the Sea (WiSH Outdoor 2017 Anthem)
- Leave It All Behind
- All That We Are Living For (met Hardwell, ft. M. Bronx)
- Come Together (met Demi Kanon)

 2018 
- Sacrifice
- City of Dragons (Midnight Mafia Anthem 2018)
- Feel Good (met Adrenalize)
- This Is Our World (met Noisecontrollers)
- POPO (met Devin Wild) (Free Download)[2]
- The Final Mission (Q-Base 2018 Anthem)
- Yesterday (met Demi Kanon, ft. David Spekter)
- Lose It All
- Breathe (met Devin Wild, ft. David Spekter)
- Come Together (Chill Mix) (met Demi Kanon)

 2019 
- Gladiators (met Devin Wild)
- Together As One (met Sound Rush, ft. Michael Jo)
- Move Ma Body (met Demi Kanon)
- Live Loud (Official Decibel Outdoor 2019 Anthem) (met LXCPR)
- The Whistle
- Move Ma Body (Uptempo Edit) (met Demi Kanon)
- Das Boot (met Noisecontrollers & B-Front)

 2020 
- Keep Your Eyes Open (met Jesse Jax) (Free Download)
- my story
- Accelerate - Chill Mix (met Code Black)
- darkness (met Villain)
- All Or Nothing (met Code Black en Toneshifterz)
- Breathe 2020 (met Devin Wild)
- home

 2021 
- One In A Million (met Code Black; ft. David Spekter)

### Album- en Compilatiebijdragen
2012
- Distortion Fields (met Inner Heat; op Inner Heat - 2 Gether EP)
- Restart (op Headhunterz − Hard With Style)

 2013
- Unexpected (met Phuture Noize; op Phuture Noize − Music Rules The Noize)

 2015
- Can You Feel It (met Carnage & Ty Dolla Sign; op Carnage − Papi Gordo)

 2017 
- Push It Back (met Sub Sonik; op Sub Sonik − Strike One)
- Talk Facts (met Bodyshock; op Bodyshock − Riot & Rise Pt.2)

 2018 
- You & Me (met Toneshifterz; op Toneshifterz − Shifting To The Source)

 2020 
- Way of The Wicked (met Audiotricz, ft. MC DL; op Audiotricz − A New Dawn)
- To War (met Sub Sonik; op Sub Sonik - Kings Never Die)

### Remixes
2012 
- The Prophet - Really Don’t Care

 2013 
- Wildstylez - Delay Distortion
- Fedde Le Grand & Nicky Romero ft. Matthew Koma - Sparks (Turn Off Your Mind) (met Audiotricz)
- Phuture Noize - Fadin’

 2014 
- Tritonal & Paris Blohm ft. Sterling Fox - Colors
- Bass Modulators - Bounce & Break

 2016 
- Darren Styles - Come Running

 2018 
- Headhunterz - Psychedelic (op Headhunterz - The Art Of Remixes EP)

2019
- San Holo - I Still See Your Face

2020
- San Holo - Brighter Days

2021
- Topmodelz - Your Love (met Sound Rush)